# Lootbox

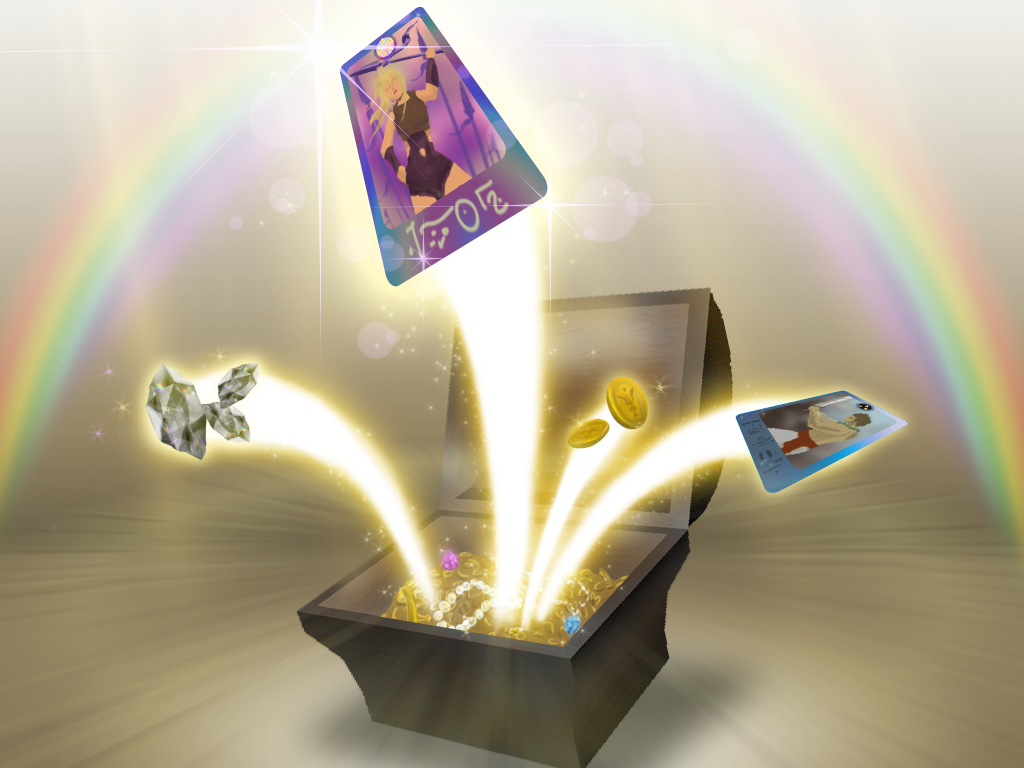
Öffnen einer Lootbox, Darstellung beispielhaft

Eine Lootbox (von englisch loot ‚Beute‘, ‚Raubgut‘ und box ‚Kiste‘), auch als Loot Crate, Prize Crate oder Beutebox bekannt, ist ein virtueller Behälter in Computerspielen, der eine zufällige Sammlung bestimmter Items, zum Beispiel Waffen und spezielle Gegenstände, enthält. Die Boxen können im Spiel freigeschaltet, gefunden oder gekauft werden. Der Kauf kann dabei durch eine Spielewährung oder Echtgeld stattfinden, meistens aber muss die Spielewährung wiederum mit Echtgeld gekauft werden.
Spieleentwickler machen durch Lootboxen normalerweise zusätzlichen Profit. Lootboxen sind allerdings ein Glücksspiel und die Spieleentwickler werden dafür kritisiert, durch deren Implementation Spielsucht auszulösen und finanziell auszunutzen. In manchen EU-Staaten wurden Lootboxen in den letzten Jahren daher gesetzlich reguliert, allerdings noch nicht in Deutschland.

## Kritik
Der Einsatz von Lootboxen steht oft in der Kritik, Pay-to-win-Systeme anzutreiben, wenn durch normales Spielen die wichtigen Gegenstände schwer erreichbar sind und (zusätzlich) zahlende Spieler so unfaire Vorteile erhalten. Die Preispolitik sei dabei oft nicht angemessen, mache aus einem Free-to-play-Spiel ein zahlungspflichtiges Spiel oder erhöhe den Preis eines bereits gekauften Spiels noch einmal. Viele Funktionen, die eigentlich bereits im Spiel enthalten sein sollten, würden somit ausgelagert. Zudem wird Lootboxen ein Suchtpotenzial vorgeworfen, da sie nach Meinung der Kritiker einen Glücksspielmechanismus darstellen („Gamblification“) und falsche Erwartungen wecken. Demgegenüber argumentiert die Anbieterseite, Lootboxen seien, da der Zufall nicht zwischen Gewinn und Verlust entscheide, sondern nur über den exakten Inhalt des Erworbenen, eher mit Sammelbildern oder Überraschungseiern zu vergleichen.
Von der Politik wird diskutiert, ob Ingame-Käufe in Spielen verboten werden sollen, bei denen man nicht weiß, was man dafür eigentlich erhält. Die Entertainment Software Association (ESA), eine Organisation, die aus dem Zusammenschluss mehrerer großer Computerspiele-Publisher wie Electronic Arts, Ubisoft, Activision oder auch Take 2 Interactive besteht, streitet die Vorwürfe auf Glücksspiel allerdings ab, da die Entscheidung beim Spieler liege und es sich oft um optionale und optische Funktionen handle, die sich nicht zwangsläufig auf das Gameplay auswirken und sich oft auch durch das Spielen „verdienen“ ließen.
Die Lootboxen in dem 2017 erschienenen Computerspiel Star Wars: Battlefront II wurden kritisiert und sorgten im Internet für einen Shitstorm. Der Börsenwert von Electronic Arts fiel um 3,1 Milliarden US-Dollar. Beanstandungen kamen dabei hauptsächlich aus den USA, dem Vereinigten Königreich, Belgien, Frankreich und Deutschland. Allgemein steht das Unternehmen in der Kritik wegen Micropayments. Die belgische Glücksspiel-Kommission sah darin einen Verstoß gegen das Glücksspielgesetz und forderte ein EU-weites Verbot. Die britische und dänische Kommission hingegen sahen dies nicht so. Außerdem wurde von Politikern ein Kinder- und Jugendschutz gefordert, da dies bei anderen Formen des finanziellen Glücksspiels auch erst bei dem Verlassen des Schutzalters des jeweiligen Landes möglich sei. Kinder und Jugendliche seien sich der Folgen und Konsequenzen nicht bewusst und ließen sich leichter manipulieren. Die Freien Wähler in Bayern wollten das Mindestalter für Lootboxen-Spiele auf 18 Jahre steigern. Ihr Antrag wurde zwar abgelehnt, das Thema erhielt allerdings Zuspruch von der CSU und der SPD, die ebenfalls Dringlichkeitsanträge einreichten. Die vom game – Verband der deutschen Games-Branche getragene Unterhaltungssoftware-Selbstkontrolle (USK) forderte Eltern auf, sich mit dem Thema auseinanderzusetzen und ihre Kinder darüber aufzuklären.
In Kritik geriet außerdem das Unternehmen Blizzard für die Spiele Overwatch und Hearthstone: Heroes of Warcraft.

## Rechtliche Situation

### Deutschland
Die obersten deutschen Glücksspielaufsichtsbehörden haben im Herbst 2017 mittels eines sog. Länderumlaufverfahrens die Glücksspieleigenschaft von Lootboxen nach deutschem Recht evaluiert. Im Ergebnis kamen die Glücksspielbehörden zum Ergebnis, Lootboxen seien nach deutschem Recht kein Glücksspiel. Zudem besteht auch in der juristischen Literatur die Ansicht, dass Lootboxen die rechtlichen Anforderungen des Glücksspiels nicht erfüllen.
DAK-Vorstandschef Andreas Storm ist der Meinung, dass man eine bessere Aufklärung über gewisse Risiken benötige. Zudem fordert er ein konkretes Verbot von Lootboxen in Deutschland, welche Gamer für lange Spielzeiten oder Geldeinzahlungen belohnten. Er spricht von Tricks, die der Industrie gelängen, um Jugendliche dazu zu bringen, Zeit und Geld zu verlieren.

### Österreich
Das österreichische Bezirksgericht Hermagor hatte im März 2023 Sony zur Rückerstattung von Zahlungen für FIFA-Lootboxen verurteilt. Daraufhin gingen Sony und der amerikanische Entwickler von Computerspielen Electronic Arts (EA) in Berufung. Das Landesgericht Wien hat als Berufungsgericht im August 2023 in einem weiteren Urteil die FIFA-Packs als illegales Glücksspiel verurteilt und Sony und EA zur Rückerstattung von mehreren Tausend Euro verpflichtet, die ein FIFA-Spieler über den Prozessfinanzierer Padronus und die Rechtsanwaltskanzlei Salburg auf zivilrechtlichem Weg zurückgefordert hatte.

### Vereinigtes Königreich
Das Unterhaus im Vereinigten Königreich forderte im September 2019, dass Lootboxen als Glücksspiel eingestuft werden sollen.

### Belgien
Die Belgian Gaming Commission hat bereits im Jahr 2018 vier Spiele auf Hinweise auf illegales Glücksspiel untersucht. Dabei ging es konkret um FIFA 18, Overwatch, Star Wars: Battlefront II und Counter-Strike: Global Offensive. Daraufhin wurden diese Spiele von der Behörde als illegales Glücksspiel eingestuft. Die Spieleentwickler müssen somit die Lootboxen aus ihren Spielen entfernen, ansonsten drohen den Unternehmen dementsprechende Geldstrafen oder sogar Freiheitsstrafen bis zu fünf Jahren. Kommt es zu einem Verkauf an minderjährige Spieler, verdoppelt sich sogar das Strafmaß.

### Niederlande
Auch die niederländische Glücksspiel-Behörde kam mit Hilfe einer Studie zu dem Ergebnis, vier von zehn Spielen mit Lootboxen verstießen gegen das Glücksspielgesetz. Kommt es zu keiner Änderung des Geschäftsmodells ist es der Behörde gestattet, Strafen oder Verbote zu verhängen. Über die genauen Namen der Spiele gibt die Behörde keine Auskunft. Jedoch sind die Kriterien einer Beurteilung, ob es sich um einen Gesetzesverstoß handelt, genau festgelegt.

## Dokumentarfilme
- ARD Story: Glücksspiel für Kinder? – Wie FIFA & Co an Kids verdienen; WDR-Film von Marvin Mohr; Erstausstrahlung am 15. Januar 2024 in Das Erste